# Vadsbo norra domsaga
Vadsbo norra domsaga var en domsaga i Skaraborgs län. Den bildades 1864 genom delning av Vadsbo domsaga. Domsagan upplöstes den 1 januari 1929 då Vadsbo domsaga återbildades.
Domsagan låg i domkretsen för Göta hovrätt. Antalet tingslag i domsagan utgjorde två fram till 1 januari 1924, då de slogs ihop till ett.
Fram till 1910 skrevs domsagans namn också Norra Vadsbo domsaga.

## Tingslag
- Hasslerörs tingslag; till 1 januari 1924
- Hova tingslag; till 1 januari 1924
- Vadsbo norra tingslag; från 1 januari 1924

## Häradshövdingar
- 1863–1897 Kristian Filip Mortimer Lang
- 1898–1906 Per Ivar Gavelius Cederschiöld
- 1907–1926 Oskar Teodor Jansson
- 1926–1928 Carl Axel Hilmer Norelius

## Valkrets för val till andra kammaren
Mellan andrakammarvalen 1866 och 1908 utgjorde Vadsbo norra domsaga en valkrets: Vadsbo norra domsagas valkrets. Valkretsen avskaffades vid införandet av proportionellt valsystem inför valet 1911 och uppgick då i Skaraborgs läns norra valkrets.